# Nordic Music Awards
Nordic Music Awards (forkortet NMA) er en nordisk musik-prisuddeling, der blev afholdt i 2004 og 2005. Uddelingsshowet kunne med rette også være kaldet for Scandinavian Music Awards, fordi selvom finske The Rasmus modtog prisen for Største Nordiske Eksport Succes i 2004, så er det kun Danmark, Sverige, Norge, samt nogle få udenlandske musikere, der deltager i showet. Ved at have tre lande der sammen afholder ét stort prisuddelingsshow, var det tanken, at det ville blive nemmere, at tiltrække store udenlandske musikere, end det er til de enkelte landes egne nationale uddelingsshows.
NMA startede i 2004, hvorefter det var meningen, at showet skulle gå på skift mellem de skandinaviske lande. Det første show blev afholdt i Oslo, Norge, i 2004, hvorefter næste års show blev afholdt i København, Danmark, i 2005. Det var meningen, at showet skulle have været afholdt i Stockholm, Sverige, i 2006, men det blev ikke til noget.
Nomineringerne i NMA var baseret på salgstal, og og de fleste prisvindere blev efterfølgende fundet på på baggrund af sms-afstemninger forud for for showet. Største Nordiske Eksport Succes, som blev uddelt i 2004, var dog afgjort alene på baggrund af salgstal. Ærespriserne blev bestemt af en jury. 
Showet er blevet vist på TV 2 i Danmark og TV 2 i Norge samt på TV4 og Kanal 5 i Sverige.

## Nordic Music Awards 2005
NMA 2005 blev afholdt lørdag den 29. oktober 2005 i Forum København, Danmark (de danske, svenske og norske priser blev dog uddelt allerede torsdag den 27. oktober 2005). I ugerne op til showet blev der sendt 8 afsnit af ’Nordic Music Awards 05 – Countdown’, hvor Lene Nystrøm interviewede musikere, som var nomineret i det kommende Nordic Music Awards 2005. Lene Nystrøm skulle også have været den danske vært under selve showet, men hun måtte melde fra og blev i stedet erstattet af Andrea Elisabeth Rudolph. De svenske og norske værter var henholdsvis Martin Björk og Guri Solberg.

### Nominerede og prisvindere
- Bedste Danske Kunster: 
  - Nik & Jay (vinder)
  - Big Fat Snake
  - Johnny Deluxe
  - Sanne Salomonsen
  - Saybia

- Bedste Svenske Kunster: 
  - Daniel Lindstrøm (vinder)
  - Kent
  - Lars Winnerbäck
  - Lena Philipsson
  - Magnus Uggla

- Bedste Norske Kunster: 
  - Madrugada (vinder)
  - Bertine Zetlitz
  - Bjørn Eidsvåg
  - Ravi & DJ Løv
  - Thomas Dybdahl

- Bedste Internationale Mandlige Kunstner: 
  - Eminem (vinder)
  - Bruce Springsteen
  - Leonard Cohen
  - Mark Knopfler
  - Snoop Dogg

- Bedste Internationale Kvindelige Kunstner:
  - Gwen Stefani (vinder)
  - Avril Lavigne
  - Joss Stone
  - Katie Melua
  - Shakira

- Bedste Internationale Band: 
  - Coldplay (vinder)
  - Green Day
  - Keane
  - R.E.M.
  - U2

- Bedste Nordiske Kunstner: 
  - Kent (vinder)
  - Lisa Ekdahl
  - Röyksopp
  - Saybia
  - Timbuktu

- Bedste Nordiske Hit: 
  - Amy Diamond – "What's In It For Me" (vinder)
  - Ana Johnsson – "We Are"
  - Christian Waltz – "Wonderchild"
  - Eric Prydz – "Call On Me"
  - Infernal – "From Paris to Berlin"
  - Lilyjets – "Going Blind"

- Bedste Nordiske Musikvideo:
  - Timbuktu – "Det Löser Sig" (vinder)

- Største Nordiske Gennembrud: 
  - Mew (vinder)

- NMAs Ærespris: 
  - D:A:D (vinder)

### Optrædener
- Shakira – "Don't Bother
- Marion Raven - "Here I Am"
- Robbie Williams – "Tripping"
- Pharrell – "Can I have it like that?"
- Kent – "Ansgar & Evelyne"
- The Cardigans – "I Need Some Fine Wine And You, You Need To Be Nicer"
- Mew – "Special"
- Outlandish – "Look into My Eyes"
- Carpark North – "Human"
- Timbuktu – "Alle vil til Himlen, men ingen vil dø"
- Coldplay – "Fix You"

### CD
I forbindelse med NMA blev der udgivet cd'en Nordic Music Awards 2005, som indeholder sange fra nordiske musikere. Sangene på cd'en er:
1. The Rasmus – "No Fear"
2. The Cardigans – "Communication"
3. Lene Marlin – "How Would It Be"
4. Timbuktu – "Stirra Ner"
5. D-A-D – "Scare Yourself

## Nordic Music Awards 2004
NMA 2004 blev afholdt lørdag den 23. oktober 2004 i Oslo Spektrum, Norge (de danske, svenske og norske priser blev dog uddelt allerede torsdag den 21. oktober 2004). I ugerne op til showet blev der sendt 7 afsnit af ’Nordic Music Awards – Countdown’, hvor Timm Vladimir interviewede musikere, som var nomineret i det kommende Nordic Music Awards 2004.
Timm Vladimir var også den danske vært under selv showet, mens de svenske og norske værter var henholdsvis Anna Ulrika Eriksson og Guri Solberg.

### Nominerede og prisvindere
- Bedste Danske Kunster: 
  - Kim Larsen (vinder)
  - Erann DD
  - Safri Duo
  - Swan Lee
  - Tim Christensen

- Bedste Svenske Kunster: 
  - Gyllene Tider (vinder)
  - Lisa Miskovsky
  - Markoolio
  - Per Gessle
  - Peter LeMarc

- Bedste Norske Kunster: 
  - Kurt Nilsen (vinder)
  - David Pedersen
  - Lene Marlin
  - Morten Abel
  - Odd Nordstoga

- Bedste Internationale Mandlige Kunstner: 
  - Usher (vinder)
  - George Michael
  - Prince
  - Sting
  - Sean Paul

- Bedste Internationale Kvindelige Kunstner: 
  - Anastacia (vinder)
  - Britney Spears
  - Christina Aguilera
  - Dido
  - Norah Jones

- Bedste Internationale Band: 
  - Westlife (vinder)
  - Black Eyed Peas
  - The Darkness
  - Evanescence
  - Outkast

- Bedste Danske Hit: 
  - Swan Lee – "I Don't Mind" (vinder)
  - Erann DD – "When You Hold Me"
  - C21 – "All That I Want"
  - Maria Lucia – "Taking Back My Heart"
  - Burhan G – "Burhan G"

- Bedste Svenske Hit: 
  - Raymond & Maria – "Ingen Vill Veta Var Du Köpt Din Tröja" (vinder)
  - Lena Philipsson – "Det Gör Ont"
  - Markoolio – "Vilse I Skogen"
  - Nic & the Family – "Hej, Hej Monika"
  - Sara Löfgren – "Starkare"

- Bedste Nordiske Kunstner: 
  - Outlandish (vinder)
  - Agnetha Fältskog
  - Bo Kaspers Orkester
  - Lene Marlin
  - Lisa Nilsson

- Bedste Nye Danske Kunstner: 
  - Nephew (vinder)
  - Julie
  - Tue West
  - Maria Lucia
  - L.O.C.

- Bedste Nye Svenske Kunstner:
  - Jimmy Jansson (vinder)
  - José González
  - Miio
  - Moneybrother
  - Sara Löfgren

- Bedste Nye Norske Kunstner: 
  - Kurt Nilsen (vinder)
  - David Pedersen
  - Gaute Ormåsen
  - Kjartan Salvesen
  - Venke Knutson

- Største Nordiske Eksport Succes:
  - The Rasmus (vinder)

- NMAs Ærespris: 
  - A-ha (vinder)

- NMAs Internationale Ærespris: 
  - Robbie Williams (vinder)

### Optrædener
- Rebekka Carijord – "Light in the Ironwood"
- Ralph Myerz And The Jack Herren Band – "Vendetta"
- Kylie Minogue – "I Believe In You"
- Saybia – "I Surrender"
- Odd Nordstoga – "Texas"
- Nic & The Family – "Hej Hej Monika"
- Ana Johnsson – "We Are"
- Brian McFadden – "Real To Me"
- Westlife – "Ain't That A Kick In the Head"
- Bertine Zetlitz feat. Ken – "Fake Your Beauty"
- Swan Lee – "Love Will Keep You Warm"
- Julie – "It's A Wonderful Feeling"
- The Soundtrack of Our Lives & Nina Persson – "Midnight Children"
- Kurt Nilsen – "My Street"
- Tina Turner – "Open Arms"
- Robbie Williams – "Radio"

### Speaker
Speakeren på Nordic Music Awards 2005 var Dennis Ravn kendt fra bl.a. Radiostationen The Voice